# Dimitrij Andrejevič Levin
Dimitrij Andrejevič Levin (rusko Дмитрий Андреевич Левин), ruski general, * 1777, † 1839.
Bil je eden izmed pomembnejših generalov, ki so se borili med Napoleonovo invazijo na Rusijo; posledično je bil njegov portret dodan v Vojaško galerijo Zimskega dvorca.

## Življenje
7. junija 1778 je vstopil v vojaško službo; 20. septembra 1798 je dosegel čin zastavnika. Udeležil se je bitke pri Austerlitzu leta 1805 ter kampanje leta 1807. 
27. septembra 1807 je bil povišan v polkovnika in 24. septembra 1811 je postal poveljnik Sibirskega grenadirskega polka. S tem polkom se je udeležil patriotske vojne leta 1812. 
Za zasluge v bojih je bil 15. septembra 1813 povišan v generalmajorja. Po vojni je poveljeval brigadi 3. grenadirske divizije.
Upokojil se je 2. januarja 1820.